# Maka (satrapija)
Maka je naziv za antičku provinciju (satrapiju) Ahemenidskog Perzijskog Carstva, te kasnije Arsakidskog i Sasanidskog Carstva. Područje se nalazi u jugoistočnoj Arabiji a obuvaća današnji Bahrein, Katar, UAE i sjeverni dio Omana. Sudeći prema Behistunskim natpisima, Maka je bila dijelom Perzijskog Carstva prije vladavine Darija Velikog (522. – 486. pr. Kr.), što znači kako je osvojena u doba Kira Velikog oko 542. pr. Kr. Za Kira je poznato kako je vodio pohode na južnoj obali Perzijskog zaljeva, te kako je pretrpio vojne gubitke prilikom prelaska pustinjske Gedrozije. Maka je imala status satrapije sve do osvajanja Aleksandra Makedonskog kada postaje nezavisna zemlja. Prema Herodotu, Maka je u ahemenidsko doba pripadala istoj poreznoj zoni sa Sagartijom.

## Vanjske poveznice
- Maka (Livius.org, Jona Lendering)  Arhivirana inačica izvorne stranice od 12. siječnja 2012. (Wayback Machine)